# Стрейт (бильярд)

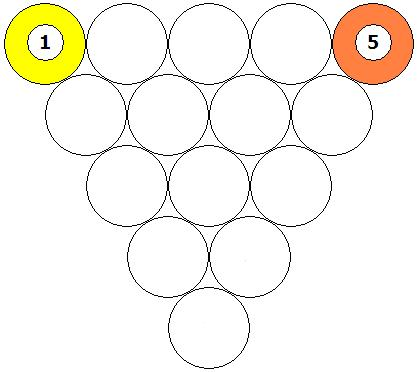
Традиционная расстановка шаров в пирамиде для игры в Стрейт

Стрейт-пул, также «14+1 с продолжением» или просто «14+1» — разновидность американского пула.
Его предшественником был «Непрерывный пул», в котором все правила были схожи с нынешними правилами стрейта. Единственное отличие — заказ в «Непрерывном пуле» не требовался. Сам же стрейт был придуман в 1911 году Джером Кохом, американцем, который на тот момент являлся чемпионом «Непрерывного пула». Сегодня «14+1» является очень популярной и интересной игрой. Правила его следующие:
1. Первый удар по пирамиде, как правило, является отыгрышем по краю, после чего, как минимум 2 шара пирамиды должны докатиться до бортов. При неправильном разбое сопернику засчитывается минус два очка.
2. Каждый забитый шар — одно очко. При этом каждый шар и луза, в которую он бьётся, должны быть заказаны. Упавший «дурак» выставляется на нижнюю точку и очко не засчитывается, право продолжения игры переходит к сопернику.
3. Как правило, когда игрок заканчивает собирать пирамиду, он выводит биток на последний шар так, чтобы при его забитии пирамиду удалось разбить, и таким образом продолжить свою серию.
4. Так же можно и отыгрываться. При этом после соприкосновения битка и шара тот или другой обязательно должны коснуться борта.
5. Если после забития заказанного шара битком были забиты другие случайные шары, то они также идут в зачёт игроку.
6. При падении битка в лузу, при отсутствии соприкосновения шара или битка с бортом после удара и неправильного разбоя, игроку засчитывается минус одно очко. При трёх фолах подряд игроку засчитывается минус 15 очков.
7. Игра продолжается до определённого количества очков, заранее установленного соперниками до начала игры. На турнире это число установлено правилами.

Игроки с хорошей техникой и большим опытом могут собирать достаточно большие серии. К примеру, Ральф Суке собрал серию в 281 очко. На сегодняшний день стрейт пользуется большой популярностью, но чаще всего в эту игру играют профессионалы. Среди них проводится множество международных турниров.